# Odorrana margaretae
Odorrana margaretae là một loài ếch trong họ Ranidae. Nó là loài đặc hữu của Trung Quốc.
Các môi trường sống tự nhiên của chúng là các khu rừng ẩm ướt đất thấp nhiệt đới hoặc cận nhiệt đới, rừng mây ẩm nhiệt đới và cận nhiệt đới, sông, đất canh tác, vườn nông thôn, các khu rừng trước đây bị suy thoái nặng nề, và đất có tưới tiêu. Nó không được xem là bị đe dọa theo IUCN.